# Jānis Daliņš
 Jānis Daliņš (5. november 1904 i Valmiera i Guvernement Livland – 11. juni 1978 i Melbourne i Australien) var en lettisk atletikudøver som deltog i kapgang.
Jānis Daliņš var den første lette, som vandt en sølvmedalje ved de Olympiske Lege, det gjorde han i 50 km kapgang ved Sommer-OL i 1932. Han blev mester på samme distance ved EM i atletik i 1934 i Torino; i øvrigt ved de første europamesterskaber afholdt nogensinde, og han satte verdensrekorder på adskillige distancer indenfor kapgang. Daliņš' succes gjorde kapgang til én af de mest populære sportsgrene i hans hjemland, og fostrede yderlige to lettiske medaljetagere ved OL: Adalberts Bubenko ved Sommer-OL i 1936 og Aigars Fadejevs ved Sommer-OL i 2000.
Daliņš anses for at være den bedste atletikudøver fra mellemkrigstidens Letland. Sætningen: "Ak, kaut man Daliņa kājas būtu" ("Åh, den som bare havde Daliņš' ben", oprindeligt titlen på en sang fra 1930'erne) er forblevet almindelig kendt i Letland. Daliņš er stadig et velkendt navn i Letland, med Jānis Daliņš Stadion og en vej opkaldt efter sig i Valmiera, som eksisterer den dag i dag.
Under flugten fra den sovjetiske okkupation af Letland i 1940, tog Daliņš sin unge familie (konen Ella, sønnerne Ivars og Jānis, samt datteren Rudite) med til Australien, hvor de ankom om bord på SS Skaugum i august 1949. De blev oprindeligt anbragt i Bonegilla Migrant Reception and Training Centre i det nordøstlige Victoria. Daliņš arbejdede som tømrer i den landlige by Benalla, hvor han opførte mange huse i efterkrigstidens Australien. Efter han havde fuldført sin kontrakt i Benalla flyttede hele familien til Melbourne, hvor han døde i 1978 i an alder af 73 år. Efter Letlands genvundne selvstændighed blev Daliņš genbegravet den 11. juni 1997 på Valmiera Kirkegård i Letland.